# هانس الثاني دوق شليسفيغ-هولشتاين-سوندربورغ
هانس الأصغر أو هانس الدنماركي (الدنماركية:Hans؛ الألمانية: Johann "يوهان"؛ 25 مارس 1545 - 9 أكتوبر 1622)؛ كان دوق شليسفيغ-هولشتاين-سوندربرغ.

## السيرة الذاتية
وُلِد هانس في 25 مارس 1545 في هادرسليف بـ دوقية شليسفيغ، بحيث أنه الطفل الرابع والابن الثالث لـ كريستيان الثالث ملك الدنمارك والنرويج وزوجته دوروثيا من ساكس-لاونبورغ، عندما توفي والده عام 1559، تاركاً خلفه ثلاثة أبناء، فالابن البكر الآن الملك فريديريك الثاني تم تدريبه منذ فترة طويلة لتولي عرش الدنمارك والنرويج، ولكن الإخوة الثلاثة اعتبروا جميعًا من حيث المبدأ مستحقين بشكل متساوٍ لنصيب الأب في دوقيتي شليسفيغ وهولشتاين وذلك لتجنب الانقسامات المدمرة لنصيب الملكي من الدوقيات، جرت محاولات للعثور على مناصب مناسبة للأخوة الأصغر في أماكن أخرى، شقيقه الأوسط ماغنوس تخلى عن حقه في الميراث عندما عينه فريدريك الثاني أميرًا أسقفًا لأوزيل-ويك في ليفونيا .
ومع ذلك فشلت خطة تأمين هانس للمنصب خليفة الأمير رئيس الأساقفة في أبرشية بريمن بسبب المنافسة القوية من أمراء الآخرون في شمال ألمانيا، تم إحباط الخيارات الأخرى في الخارج له، لأن الدنمارك احتاجت إلى دعم أمراء ألمانيا الشمالية ضد حربها ضد السويد التي استمرت لمدة سبع سنوات، لم يكن بإمكان للملك أن يتصرف كمنافس في الحصول على مناصب ومزايا مربحة لأخيه، وبالتالي كان عليه أن يوافق على مناصفة نصيب والده من الدوقيات مع أخيه الأصغر، وبذلك خصص له جزءًا من الدوقيات مع سوندربورغ كمقر دوقي له.
لقد عمل هانس بنشاط في الحكومة الدنماركية، على سبيل المثال دعم نسيبته الملكة الأرملة صوفي من مكلنبورغ-غوسترو خلال وصايتها على ابنها كريستيان الرابع من الدنمارك والنرويج (ابن شقيقه) عندما كان دون السن القانونية، كانت هناك خطط له للزواج منها في عام 1588 أو 1589 متخليًا عن زوجته الثانية الشابة، مات هانس في جلوكسبورغ.

## الزواج والذرية
تزوج هانس مرتين، تزوج أولاً بـ كولدنغ في 19 أغسطس 1568 من إليزابيث من براونشفايغ-جروبنهاغن (20 مارس 1550 - 11 فبراير 1586)؛ تنتسب إلى أسرة فلف بحيث أنها ابنة إرنست الثالث دوق براونشفايغ-جروبنهاغن والأميرة مارغريت من بوميرانيا-فولغاست (1518-1569)؛ كان لديهم الأطفال التالية أسماؤهم:
1. دوروثيا (9 أكتوبر 1569 - 5 يوليو 1593)؛ تزوجت في 23 نوفمبر 1589 من فريدرش الرابع دوق لغنيتسا، لهم أبناء توفوا صغار.
2. كريستيان دوق شليسفيغ-هولشتاين-سوندربورغ-أورو (24 أكتوبر 1570 - 4 يونيو 1633).
3. إرنست (17 يناير 1572 - 26 أكتوبر 1596).
4. ألكسندر دوق شليسفيغ-هولشتاين-سوندربورغ (20 يناير 1573 - 13 مايو 1627)؛ هو جد كريستيان التاسع ملك الدنمارك من الجيل السابع.
5. أغسطس (26 يوليو 1574 - 26 أكتوبر 1596).
6. ماري (22 أغسطس 1575 - 6 ديسمبر 1640)؛ راهبة.
7. هانس أدولف دوق شليسفيغ-هولشتاين-سوندربورغ-نوربورغ (17 سبتمبر 1576 - 21 فبراير 1624).
8. آنا (7 أكتوبر 1577 - 30 يناير 1616)؛ تزوجت في 31 مايو 1601 من بوغيسلاف الثالث عشر دوق بوميرانيا، ليس لديهم أبناء.
9. صوفيا (30 مايو 1579 - 3 يونيو 1658)؛ تزوجت في 8 مارس 1607 من فيليب الثاني دوق بوميرانيا-شتشين،[3] ليس لديهم أبناء.
10. إليزابيث (24 سبتمبر 1580 - 21 ديسمبر 1653)؛ تزوجت في 19 فبراير 1615 من بوغيسلاف الرابع عشر دوق بوميرانيا (ربيب شقيقتها آنا)، ليس لديهم أبناء.
11. فريديريك دوق شليسفيغ-هولشتاين-سوندربورغ-نوربورغ (26 أكتوبر 1581 - 22 يوليو 1658)؛ تزوج في 1 أغسطس 1627 من يوليانا من ساكس-لاونبورغ، لهم ذرية، فهما جدا الإمبراطورة إليزابيث كريستين من براونشفايغ-فولفنبوتل من الجيل الثاني.
12. مارغريت (24 فبراير 1583 - 20 أبريل 1658)؛ تزوجت في 27 أغسطس 1603 من يوهان السابع كونت ناساو سيغن؛ لهم ذرية.
13. فيليب دوق شليسفغ-هولشتاين-سوندربورغ-جلوكسبورغ (15 مارس 1584 - 27 سبتمبر 1663).
14. ألبرشت (16 أبريل 1585 - 30 أبريل 1613).

ثانياً:- تزوجت في 14 فبراير 1588 من أغنيس هيدفيغ من أنهالت (12 مارس 1573 - 3 نوفمبر 1616)؛ وأنجبا الأبناء التاليين:
1. إليونور (4 أبريل 1590 - 13 أبريل 1669).
2. آنا سابين (7 مارس 1593 - 18 يوليو 1659)؛ تزوجت في 1 يناير 1618 من يوليوس فريدرش دوق فورتمبيرغ-فايلتينغن، لهم ذرية.
3. يوهان غيورغ (9 فبراير 1594 - 25 يناير 1613).
4. يواكيم إرنست دوق-شليسفيغ-هولشتاين-سوندربورغ-بلون (29 أغسطس 1595 - 5 أكتوبر 1671)؛ له ذرية.
5. دوروثيا سيبيل (13 يوليو 1597 - 21 أغسطس 1597).
6. دوروثيا ماري (23 يوليو 1599 - 27 مارس 1600).
7. برنارد (12 أبريل 1601 - 26 أبريل 1601).
8. أغنيس ماغدالين (17 نوفمبر 1602 - 17 مايو 1607).
9. إليونور صوفي (24 فبراير 1603 - 5 يناير 1675)؛ تزوجت في 28 فبراير 1624 من كريستيان الثاني أمير أنهالت-بيرنبرغ، لهم ذرية.

يعتبر هانس الثاني عم آن الدنماركية قرينة جيمس السادس والأول ملك اسكتلندا وإنجلترا، وكذلك خال كريستيان الأول ناخب ساكسونيا وغيورغ دوق براونشفايغ-لونيبورغ الذي يعتبر جد جورج الأول ملك بريطانيا العظمى، ومن خلال ابنه ألكسندر يعتبر هانس الجد الأكبر لـ كريستيان التاسع ملك الدنمارك الذي يعتبر سليل العائلات المالكة الآن في الدنمارك والنرويج وكذلك المملكة المتحدة من خط الذكور.